# کانتون گراوبوندن

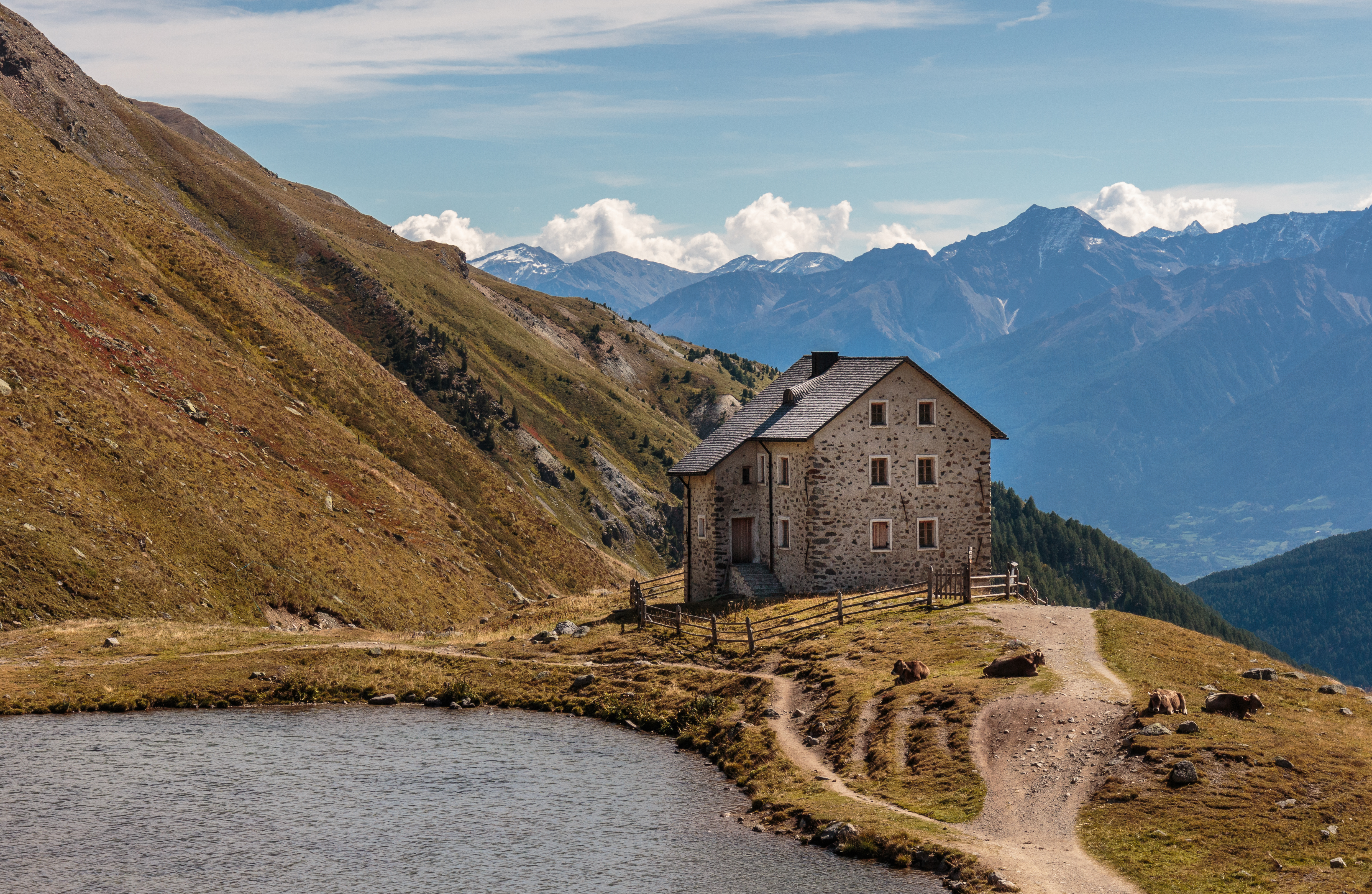
نگاره‌ای از یک خانهٔ کوهستانی در منطقهٔ سِنت (en) در کانتون گراوبوندن، سوئیس.

کانتون گراوبوندن (به آلمانی: Graubünden) یکی از کانتون‌های سوئیس است که با کشور ایتالیا هم‌مرز می‌باشد. شهرهای داووس و سنت موریتز در کانتون گراوبوندن واقع شده‌اند.